# 外務省 (日本)
外務省（日语：／ Gaimu shō */?）為日本對外關係事務的最高主管機關，也是日本自1885年（明治18年）實施內閣制以來，唯一沒有變動的中央機關。
依據外務省設置法第3條規定，日本国政府以和平及安全為主軸推動對外關係，本身積極參與國際事務，隨著國際情勢變動而調整其外交政策，以增進國家及人民之利益。日本積極躍升國際主要大國地位，如成為聯合國安全理事會常任理事國此一目標，其外交系統內亦有派系，以語言可分為主要的知美、知華、知俄三派；以學校出身可分為東大派（東京大學畢）、如水會（一橋大學畢）、外大派（東京外國語大學畢）和大凰會（創價大學畢）等主要派系。

## 概要
為了達成上述《外務省設置法》第3條之目標，外務省主掌外交政策、外交使節、通商航海、條約等國際法規締結與運用，與外國政府交涉、情報收集、分析及發送、在外日本人保護與文化宣傳活動等國家對外事務。
「外務省」名稱最早可追溯自1869年（明治2年）8月15日開始的太政官制（二官六省制）。1885年（明治十八年）實施內閣制以來，雖然歷經太政官達（內閣職權）、外務省官制、舊外務省設置法等不同設置根據法，然而省名未曾變動，是唯一沒有變動的中央機關。
外務省首長為外務大臣，內部部局有大臣官房與綜合外交政策局等10局，審議會有外務人事審議會與海外交流審議會，設施等機關有外務省研修所，特別機關有駐外公館（使領館）。
2024年4月1日外務省主管之獨立行政法人有國際協力機構與國際交流基金。
外務省所發行的文宣有《外交》與《外交論壇》（都市出版發售）。
外務省的標誌是來自於1937年（昭和12年）制定的職員徽章圖案，由漢字的「外」所轉變而成。

## 所掌事務
外務省設置法第4條名列29項所掌事務。主要如下。
- 外交政策（外務省設置法第4條第1項第１號）
- 與外國政府交涉（第2號）
- 聯合國等國際機構（第3號）
- 締結條約（第4號）
- 國際法規的解釋與實施（第5號）
- 涉外法律事項（第6號）、
- 國際情勢的資訊收集及分析，以及外國與國際機構等相關調査（第7號）
- 保護並提升日本國民在海外的法律上或經濟上之利益（第8號）
- 海外國人的生命安全（第9號）
- 海外國人的身分相關事項（第10號、第11號）
- 發行日本護照與海外旅行及海外移居（第12號）
- 簽證（第13號）
- 流日外國人待遇（第14號）
- 關於海外事務的國內公關事務（第15號）
- 關於日本事務的海外公關事務（同號）
- 向外國介紹日本文化（第16號）
- 外交文書（第17號）
- 派遣外交官及領事官（第18號）
- 接受外交官及領事官與國際機構要員（第19號）
- 勲章、記章（日语：記章）、日本榮典（日语：日本の栄典）的國際調解（第20號）
- 儀典（禮賓）等外交禮儀（第21號）
- 外交史料編撰（第22號）
- 外地整理事務（第23號）
- 政府開發援助（第24～26號）

海外日本人因犯罪行為在該地判處死刑時，作為國人保護的一環，外務省（在外公館職員）應安排會面等措施。

## 廳舍
外務省廳舍位在東京都千代田區霞關二丁目二番一號，由本館（中央、南廳舍）、北館（北廳舍）及新廳舍排成口字型組成。
本館（中央、南廳舍）是地上8層、地下1層的L型建築物，1970年（昭和45年）完工，內部分為中央廳舍與南廳舍。北館（北廳舍）是地上8層、地下1層的建築物，1960年（昭和35年）完工。
新廳舍在南廳舍與北廳舍之間、中央廳舍對側，為地上7層、地下3層的建築。北廳舍與中央廳舍之間，以及南廳舍與中央廳舍之間有聯絡通道。
以前南廳舍有科學技術廳與公平交易委員會入駐，中央省廳再編後搬出。
2002年（平成14年）初至2003年（平成15年）底，廳舍進行耐震工程，外務省另租港區芝公園的住友不動產芝公園塔作為臨時廳舍。

外務省本館廳舍
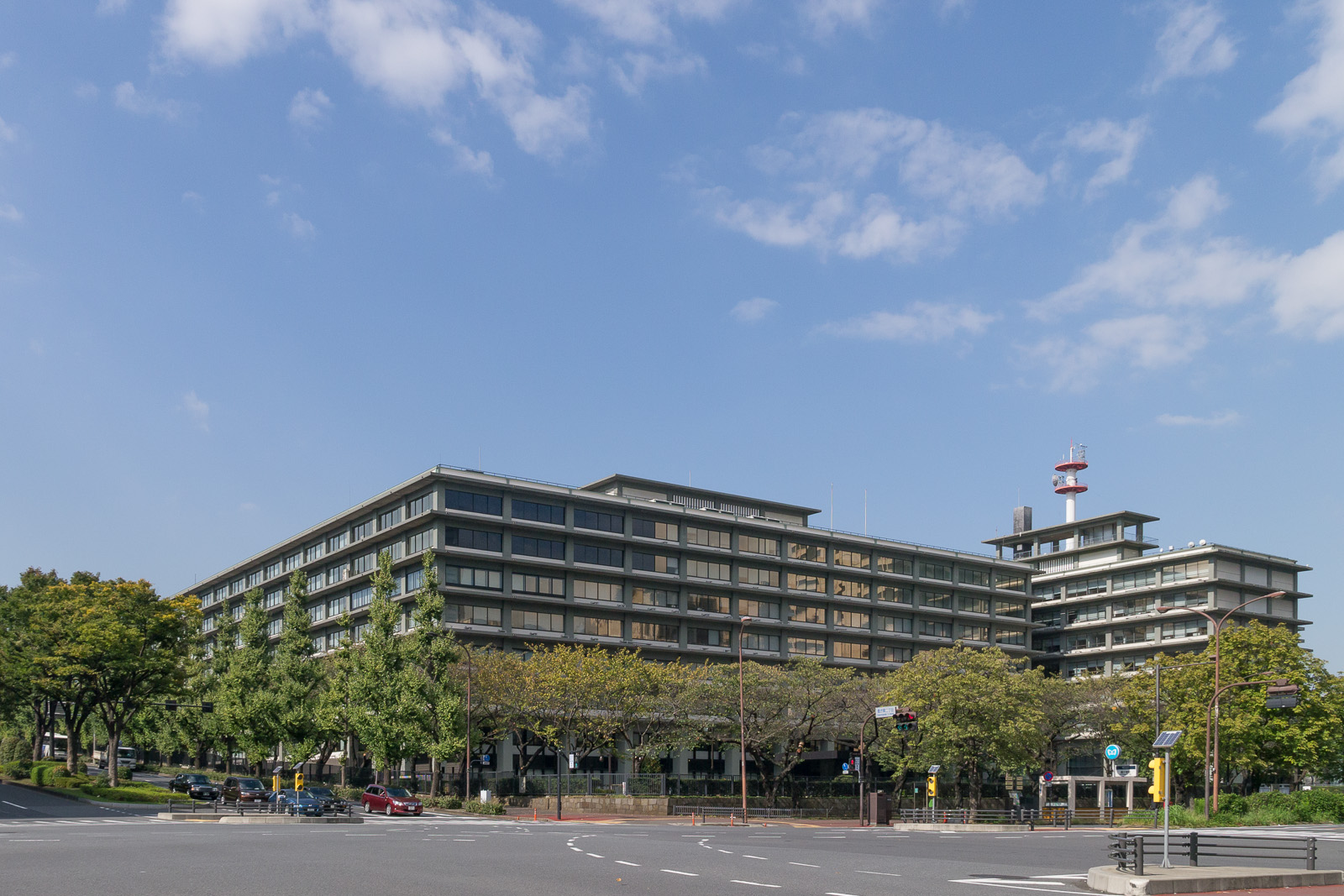
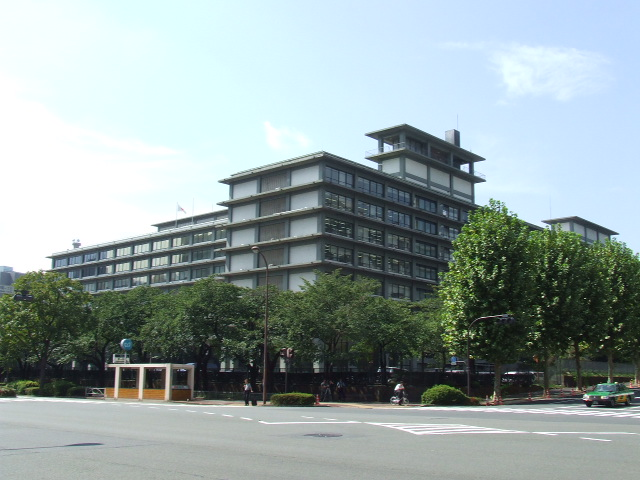
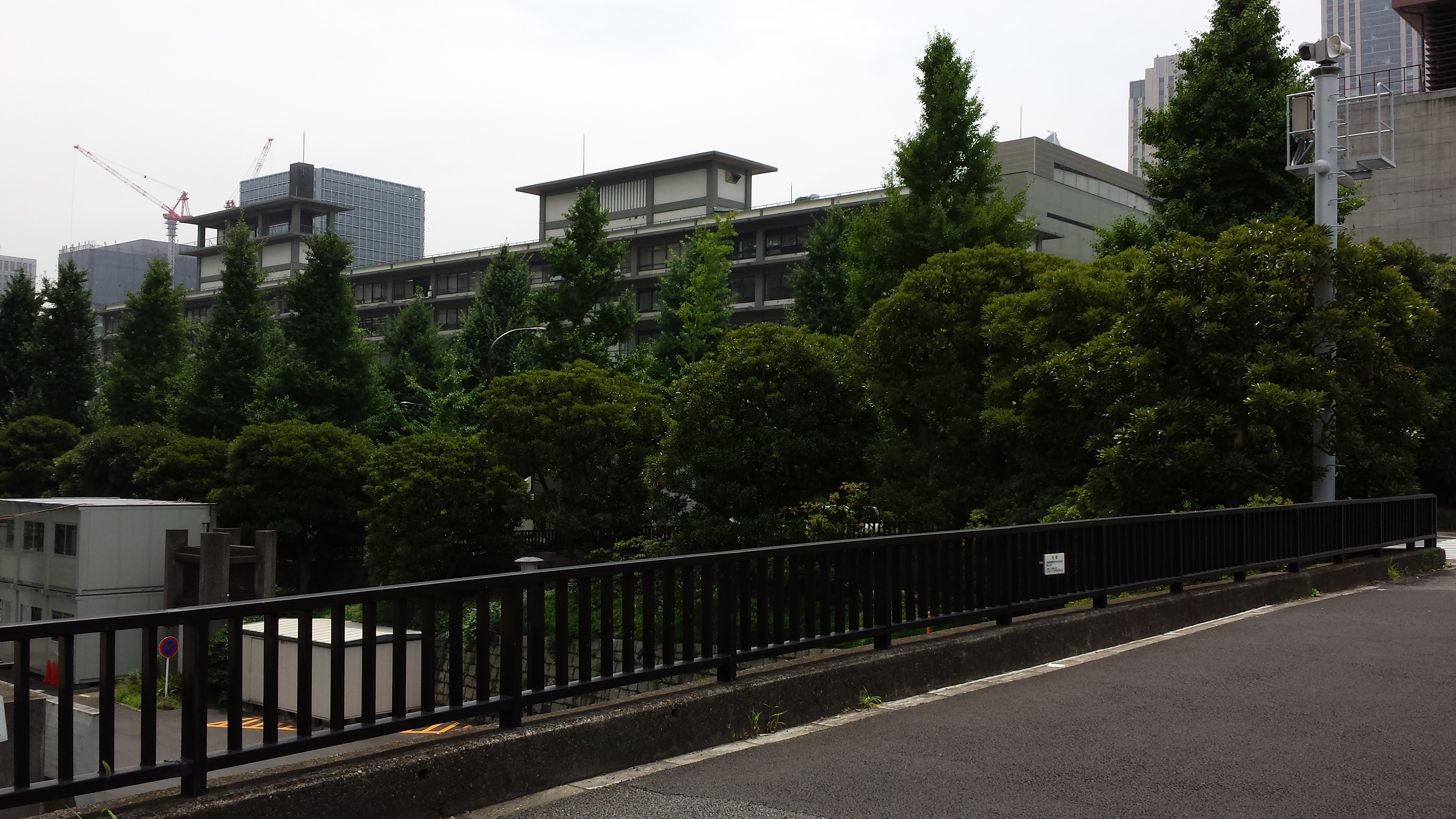
國土交通省側所攝

### 飯倉別館（飯倉公館）
飯倉別館靠近外務事務次官官邸，位於東京都港區麻布台一丁目五番三號。名稱源自於當地歷史地名飯倉町。
1971年飯倉別館建成以後，與外國元首及外交部長會談或特別會議均在此處召開，在此館建成以前多是在迎賓館舉行。該館一部份為外交史料館所用，收藏幕末至開國時期的外交歷史檔案。
該公館的原址在1938年抗日戰爭關閉之前為中華民國駐日本大使館。
附近還有舊事務次官公邸麻布台別館。

外務省本館廳舍
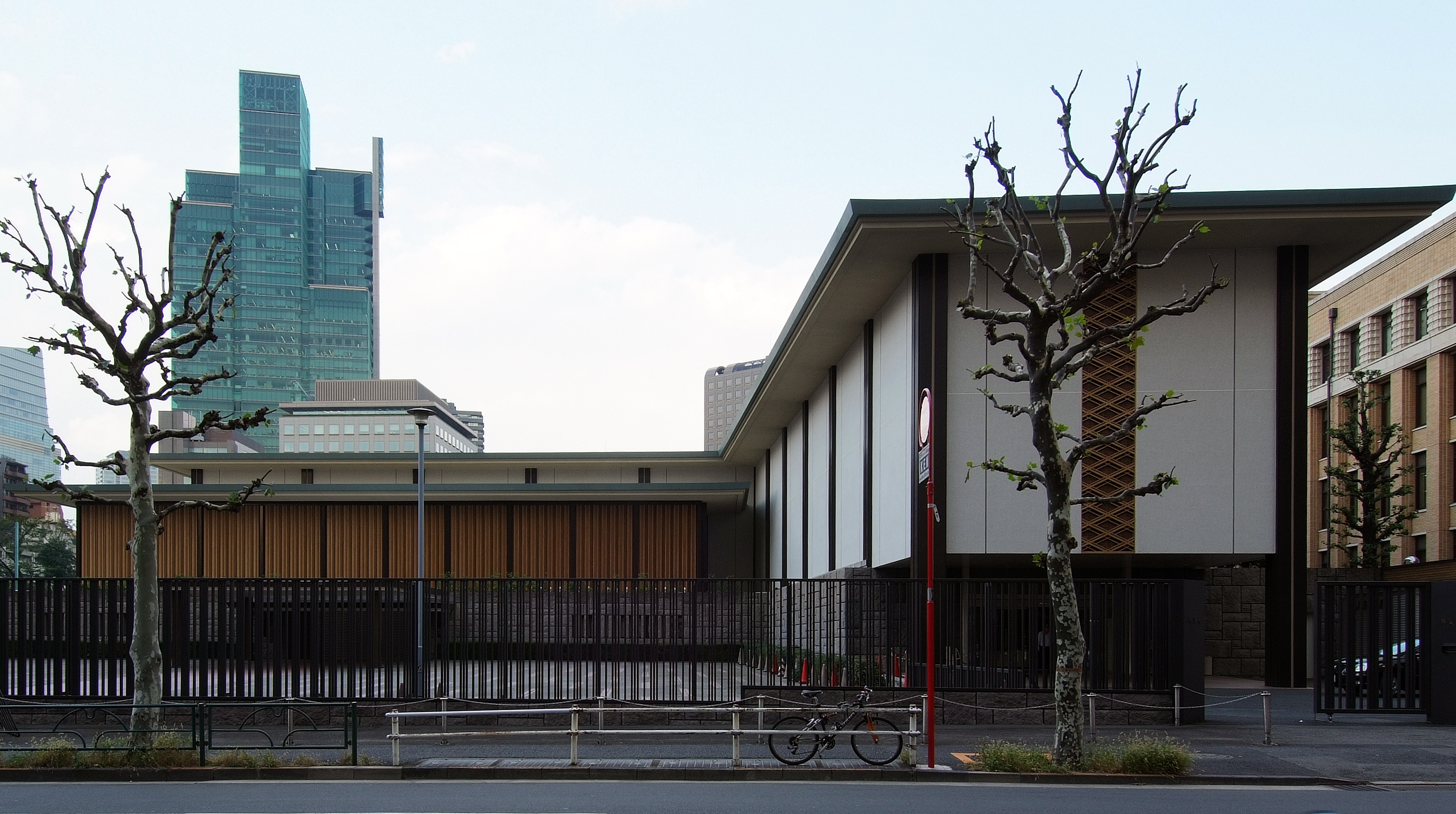
飯倉別館（飯倉公館）

## 歷史

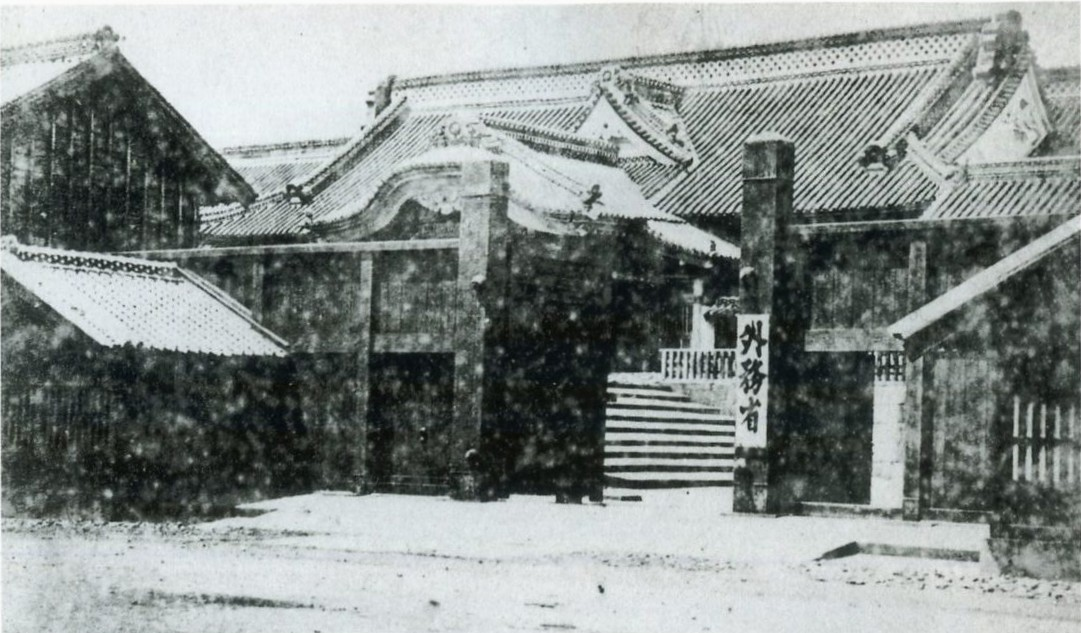
舊黑田邸時代的外務省

1871年（明治3年），外務省從銀座遷入霞關，原先使用江戶時代的福岡藩黑田邸上屋敷，然而在1877年（明治10年）2月1日燒毀。
1881年（明治14年），由Charles Alfred Chastel de Boinville}設計的新廳舍竣工。
1993年（平成5年），新設綜合外交政策局與國際情報局。
1997年（平成9年），外務省透過借調國立國會圖書館調査立法考査局的專門調査員松井啓，違反「圖書館自由宣言」，收集調查在野黨國會議員在國立國會圖書館的外交、安全保障問題相關閱覽紀錄。整件事在2011年（平成23年）2月公開。
2001年（平成13年）4月，小泉純一郎就任內閣總理大臣，第1次小泉內閣成立，田中真紀子議員（前總理田中角榮長女）就任外相。田中外相啟動人事凍結政策引發外務官僚反彈，陸續爆出外務省機密費挪用問題、公款流用嫌疑、賄絡等醜聞，田中外相因此稱外務省為『伏魔殿』，呼籲改革。
之後田中外相與外務官僚不斷對立。田中外相透過不斷更換事務次官企圖改革外務省，2001年（平成13年）9月11日發生九一一襲擊事件後，外交政策改由官邸主導，外相被排除在外。
接著，在阿富汗戰爭重建協助活動中，外務省疑似受到眾議員鈴木宗男施壓，將NGO排除在復興會議之外，田中外相表示事務方已證實確有此事，然而事務次官野上義二卻否認提供資訊。引起鈴木議員、田中外相、外務省3方的鬥爭。2002年（平成14年）1月，小泉純一郎宣布更換田中外相與野上事務次官。
2002年（平成14年）3月11日，被指控對外務省施加過度壓力的鈴木宗男議員前往國會作證。
川口順子大臣時代的2004年（平成16年）8月1日，儀典長（次官級）降格為大臣官房儀典長（局長級），領事移住部升格為領事局，國際情報局改組為統括官組織（國際情報統括官組織），條約局改組為國際法局。
2006年（平成18年）8月1日，各單位重新編制。為強化印度與東協關係，因此在亞洲大洋洲局下設「南部亞洲部」。另一方面，經濟協力局及大臣官房國際社會協力部（ODA相關事務）整合新設「國際協力局」。
2012年（平成24年）1月18日，野田第1次改造內閣（野田佳彥總理）外相玄葉光一郎在大臣記者會中首次引進英語即時口譯，將大臣發言與國內外記者的詢問翻譯為日語與英語，記者會中可借耳機聽取即時口譯。
2017年（平成29年）3月，在文部科學省違反再就職等規定事件中，爆出外務省職員違法安插至國立大學法人東京外國語大學擔任特聘教授。
2018年（平成30年）7月1日，各單位再次調整。亞洲大洋洲局的東北亞課分為東北亞第一課及東北亞第二課。第一課負責韓國情勢、日韓合作等，第二課負責朝鮮情勢、日朝關係等。此外，由於考慮到亞洲大洋洲相關外交政策的綜合企劃立案及調整的必要性，亞洲大洋洲局地域政策課改組為地域政策參事官（組織令上為大臣官房的參事官）。

## 組織
外務省內部組織依法律的外務省設置法、政令的外務省組織令與省令的外務省組織規則分層規定。

### 幹部
- 外務大臣（國家行政組織法第5條、法律第2條第2項）
- 外務副大臣（國家行政組織法第16條）（2人）
- 外務大臣政務官（日语：外務副大臣）（國家行政組織法第17條）（3人）
- 外務大臣補佐官（國家行政組織法第17條之2）（非必要職位，1人，目前無）
- 外務事務次官（國家行政組織法第18條）
- 外務大臣秘書官（日语：秘書官）
- 外務審議官（日语：外務審議官）（法律第5條）（2人）

### 內部部局
- 外務省大臣官房（政令第2條）
  - 總務課（政令第18條）
  - 人事課
  - 情報通信課
  - 會計課
  - 駐外公館課
  - 報道課
  - 國內廣報課
  - 廣報文化交流部
    - 綜合計畫課
    - 文化交流課

總務課設有負責編撰外交史料的外務省外交史料館（東京都港區）。
- 綜合外交政策局
  - 總務課（政令第30條）
  - 安全保障政策課
  - 聯合國企劃調整課
  - 聯合國政策課
  - 人權人道課
  - 軍縮不擴散、科學部
    - 軍備管理軍縮課（政令第30條第2項）
    - 不擴散、科學原子力課
- 亞洲大洋洲局
  - 東北亞第一課（政令第38條）
  - 東北亞第二課
  - 中國、蒙古第一課
  - 中國、蒙古第二課
  - 大洋州課
  - 南部亞洲部
    - 東南亞第一課（政令第38條第2項）
    - 東南亞第二課
    - 西南亞課
- 北美局
  - 北美第一課（政令第46條）
  - 北美第二課
  - 美日安保條約課
    - 美日地位協定（日语：日米地位協定）室
- 中南美局（日语：中南米局）
  - 中美加勒比課（政令第50條）
  - 南美課
- 歐洲局（日语：欧州局）
  - 政策課（政令第53條）
  - 西歐課
  - 中、東歐課
  - 俄羅斯課
- 中東非洲局（日语：中東アフリカ局）
  - 中東第一課（政令第58條）
  - 中東第二課
  - 非洲部
    - 非洲第一課
    - 非洲第二課
- 經濟局
  - 政策課（政令第63條）
  - 國際經濟課
  - 國際貿易課
  - 經濟連攜課
  - 經濟安全保障課
- 國際協力局（日语：国際協力局）
  - 政策課（政令第69條）
  - 開發協力總括課
  - 地球規模課題總括課
  - 地球環境課
  - 緊急、人道支援課
  - 國別開發協力第一課
  - 國別開發協力第二課
  - 國別開發協力第三課
- 國際法局（日语：国際法局）
  - 國際法課（政令第79條）
  - 條約課
  - 經濟條約課
  - 社會條約官
  - 國際法課
    - 海洋室（規則43條1項）
    - 國際裁判對策室
- 領事局
  - 政策課（政令第84條）
  - 海外邦人安全課
  - 護照課
  - 外國人課
- 國際情報統括官（日语：国際情報統括官）
  - 国際情報官（4人、政令第89條）
  - 國際情報統括官組織（日语：国際情報統括官組織）

### 審議會等
- 外務人事審議會（政令第90條）
- 海外交流審議會（政令第90條）

### 設施等機關
- 外務省研修所（政令第93條）

### 特別機關
外務省設有特別機關駐外公館（法律第6條）。分為大使館、公使館、總領事館、領事館、常駐代表部與日本政府駐外事務所五種（法律第6條第2項、第3項）。

## 財政
2018年度（平成30年度）一般會計最初預算的外務省所管預算為6,967億16萬4千日圓。其中，外務本省5498億4705萬3千日圓、在外公館1468億5311萬1千日圓。
國會、裁判所、會計檢査院、內閣、內閣府、復興廳、總務省、法務省、外務省、財務省、文部科學省、厚生勞動省、農林水產省、經濟產業省、國土交通省、環境省及防衛省共管東日本大震災復興特別會計。

## 職員
2017年7月1日的外務省一般職在職人數有5,842人（其中女性1,647人）。行政機關職員定員令規定之外務省員額包含特別職167人在內共有6,146人。
外務省一般職職員俸給由國家公務員法與一般俸給法規定，然而在外公館職員（以下稱在外職員）則適用特別法駐外使館名稱及位置暨駐外外交領事人員俸給法（外務公務員給与法）。
外務省的一般職職員是非現業國家公務員，勞動基本權中的爭議權與團體協約締結權不受國家公務員法認可。由於具有團結權，職員可依國公法規定自由成立或加入勞動組合「職員團體」（國公法第108條之2第3項）。2018年3月31日現在，人事院沒有登錄的職員團體。
專職職員的採用試驗有國家公務員採用綜合職試驗、一般職大學畢業程度試験（技術系）、一般職高中畢業程度試驗、以及獨自的專門職試驗外務省專門職員採用試驗（人事院規則8―18第3條）。此外，任期制職員有專門調査員、在外公館派遣員、現地採用職員等。

## 知名人士
- 井口貞夫 - 外務事務次官、駐美大使、駐中華民國大使。珍珠港事件日本政府對美宣戰通知延誤時，當時為駐美大使館參事官。
- 杉原千畝 - 羅馬尼亞公使館三等書記官。曾反抗外務省訓令，以駐立陶宛代領事身分大量發出過境簽證給逃避納粹德國的猶太人。1985年獲以色列頒發國際義人。
- 加瀨俊一 - 推動日本加入聯合國，為第一任日本駐聯合國大使，退休後擔任內閣總理大臣的顧問，促成首相佐藤榮作獲頒諾貝爾和平獎。
- 岡崎久彥 - 情報調査局長、駐泰國大使。退休後擔任評論家。
- 雅子皇后 - 婚前舊名小和田雅子，前經濟局國際機關第二課員。外交官、國際法院法官小和田恆長女。
- 松浦晃一郎 - 亞洲第一位聯合國教科文組織總幹事。
- 田中均 - 外務審議官。是促成首相小泉純一郎與北韓總書記金正日日朝首腦會談的人物之一。
- 天木直人 - 駐黎巴嫩大使。
- 孫崎享 - 國際情報局局長、駐烏茲別克斯坦特命全權大使。

## 外部連結
- 官方网站（日語）（英文）
- 外務省的Facebook專頁
- 外務省的X（前Twitter）
- YouTube上的外務省頻道